# Ferrari 375 F1
Chronologie des modèles
Ferrari 125 F1 Ferrari 500
La Ferrari 375 F1 est une monoplace de Formule 1 de la Scuderia Ferrari. Elle est engagée dans les championnats du monde de Formule 1 1950 et 1951 et permet à l'écurie de remporter sa première victoire historique en Grand Prix de championnat du monde le 14 juillet 1951.

## Historique
À la suite de la création du championnat du monde de Formule 1 en 1950, le motoriste Aurelio Lampredi succède à Gioacchino Colombo à la scuderia Ferrari pour concevoir le nouveau moteur V12 de cette monoplace, pour tenter de détrôner l'Alfa Romeo 159 (F1) dominatrice de l'époque, 
La Ferrari 375 F1 prend le départ de huit Grand Prix de Formule 1 entre 1950 et 1951, au sein de l'écurie officielle, et également aux mains de pilotes privés. 
Elle est pilotée par Alberto Ascari, Peter Whitehead, Dorino Serafini, José Froilán González, Luigi Villoresi, Piero Taruffi et Reg Parnell et décroche trois victoires en championnat du monde.
Elle remporte la première victoire historique de la Scuderia Ferrari au championnat du monde de Formule 1, au Grand Prix automobile de Grande-Bretagne 1951, pilotée par José Froilán González, sur le circuit de Silverstone (championnat du monde de Formule 1 1951). 
Elle est à nouveau pilotée durant le weekend du Grand Prix automobile de Grande-Bretagne 2011 par le pilote officiel de Ferrari Fernando Alonso, pour fêter le soixantième anniversaire de la première victoire du Grand Prix de championnat de monde F1.

## Victoires de championnat du monde
- Grand Prix automobile de Grande-Bretagne 1951
- Grand Prix automobile d'Allemagne 1951
- Grand Prix automobile d'Italie 1951

## Anecdotes
- Le moteur V12 Ferrari de 600 chevaux et 4,5 litres de la Ferrari 375 F1 victorieuse du Grand Prix automobile de Grande-Bretagne est utilisé l'année suivante sur le bateau de course Ferrari Arno XI, qui bat le record du monde de vitesse de bateau catégorie moins de 800 kg le 15 octobre 1953 avec la vitesse de 241,708 km/h / 130,51 nœuds sur le lac d'Iseo (record invaincu à ce jour dans sa catégorie).
- En 1954 Carroll Shelby remporte la Course de côte du Mont Washington avec la voiture.